# 陈袁滩镇
陈袁滩镇，是中华人民共和国宁夏回族自治区吴忠市青铜峡市下辖的一个乡镇级行政单位。

## 行政区划
陈袁滩镇下辖以下地区：
陈滩村、袁滩村、唐滩村、补号村和沙坝湾村。